# Edgard Aubry
Pour les articles homonymes, voir Aubry.
Edgard Aubry, né à Châtelet (Belgique) en 1880 et mort à Bouffioulx le 1er juillet 1943, est un céramiste belge.

## Biographie

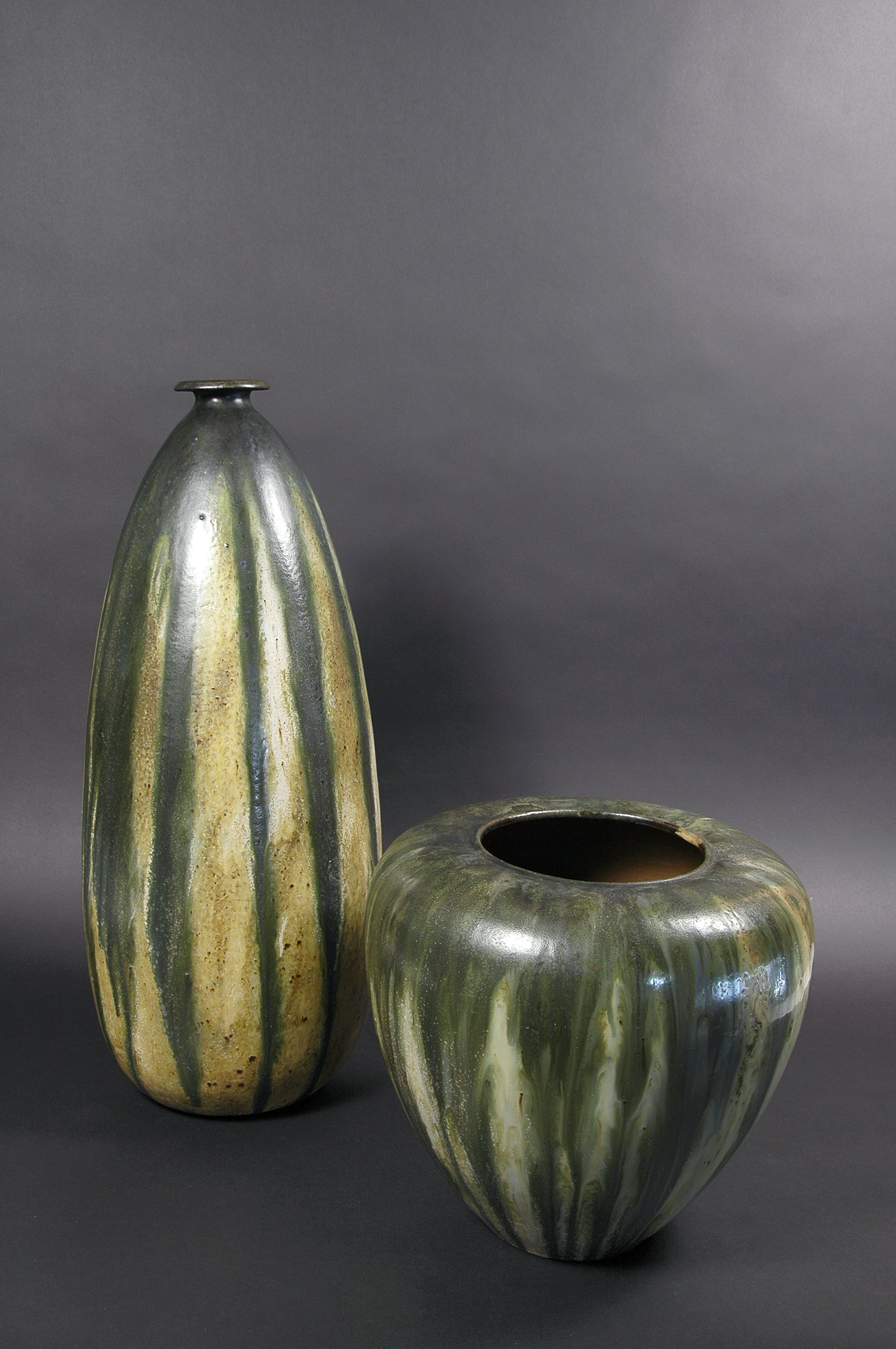
Grès salés grand feu

Edgard est le fils de Joseph Aubry et de Félicie Henriette Bertrand. Il s'est marié à Bouffioulx le 27 février 1904. Il commence sa formation dans la poterie paternelle. En 1903, il est devenu tourneur à la poterie Gilles à Châtelet (Belgique).
Lorsque l’artiste bruxellois Willem Delsaux s’installe à Bouffioulx en 1907, ils commencent ensemble à créer des vases à décor impressionniste. Il tourne également des vases pour d’autres artistes comme Pierre Paulus. 
En 1908, il monte son propre atelier et crée des grès salés grand feu, parfois décorés de motifs, de reliefs et de gravures. Entre 1916 et 1937, il participe à plusieurs expositions nationales et internationales. On le retrouve notamment au Pavillon d’Honneur à l’Exposition internationale des Arts décoratifs et industriels modernes en 1925 mais également à Glasgow en 1928.